# Caridina minnanica
Caridina minnanica е вид десетоного от семейство Atyidae.

## Разпространение и местообитание
Видът е разпространен в Китай (Фудзиен).
Обитава сладководни басейни и потоци.